# MuurClassic Geraardsbergen 2024
De tweede editie van de wielerwedstrijd Muur Classic vond plaats op 28 augustus 2024. De wedstrijd startte op de Markt in Geraardsbergen en finishte 180,2 kilometer later op de vesten van de Muur van Geraardsbergen. De wedstrijd maakte deel uit van de UCI Europe Tour, met de categorie 1.1. De Belg Jenno Berckmoes won, voor de Noor Tobias Halland Johannessen en Fabio Christen uit Zwitserland.

## Uitslag
| Plaats  | Naam                       | Ploeg                                  | Tijd     |
| ------- | -------------------------- | -------------------------------------- | -------- |
| Winnaar | Jenno Berckmoes            | Lotto Dstny                            | 4u04'32" |
| 2       | Tobias Halland Johannessen | Uno-X Mobility                         | + 2"     |
| 3       | Fabio Christen             | Q36.5                                  | z.t.     |
| 4       | Rick Ottema                | Diftar                                 | + 15"    |
| 5       | Lionel Taminiaux           | Lotto Dstny                            | + 25"    |
| 6       | Mark Donovan               | Q36.5                                  | + 28"    |
| 7       | Tom Van Asbroeck           | Israel Premier Tech Academy            | + 29"    |
| 8       | Milan Menten               | Lotto Dstny                            | z.t.     |
| 9       | Jenthe Biermans            | Arkéa-B&B Hotels                       | z.t.     |
| 10      | Jelte Krijnsen             | Parkhotel Valkenburg                   | + 32"    |
| 11      | Tibor Del Grosso           | Alpecin-Deceuninck Development Team    | z.t.     |
| 12      | Mathieu Burgaudeau         | TotalEnergies                          | z.t.     |
| 13      | Dario Igor Belletta        | Visma \| Lease a Bike Development      | z.t.     |
| 14      | Pim Ronhaar                | Lidl-Trek Future                       | z.t.     |
| 15      | Walter Calzoni             | Q36.5                                  | z.t.     |
| 16      | Jago Willems               | VolkerWessels                          | z.t.     |
| 17      | Noa Isidore                | Decathlon AG2R La Mondiale Development | z.t.     |
| 18      | Madis Mihkels              | Intermarché-Wanty                      | z.t.     |
| 19      | Milan Lanhove              | Bingoal WB                             | z.t.     |
| 20      | Marcel Camprubí            | Q36.5                                  | + 38"    |

2023 · 2024 · 2025